# Presión intracraneal
La presión intracraneal, también denominada como PIC, se define como la presión que existe dentro de la bóveda craneal.

## La hipótesis Monro-Kellie
La relación volumen-presión está determinada por el LCR, la presión intracraneal, la sangre, el tejido cerebral y la presión de perfusión cerebral, conocido como la hipótesis Monro-Kellie
La hipótesis establece que el cráneo, se comporta como un compartimento rígido con un volumen fijo a su interior. El cráneo y sus componentes internos (sangre, LCR y el tejido cerebral) crean una especie de equilibrio en donde al existir un aumento o disminución de volumen de uno de los tres componentes, tiene que haber una compensación por parte de los otros dos componentes.
El principal tampón para incrementar los volúmenes son el LCR, y en menor grado, la sangre. Aquellos tampones responden al incremento de volumen, existiendo un desplazamiento por parte del LCR o de la sangre venosa. Aquellos mecanismos compensatorios son capaces de mantener la presión intracraneal dentro de los rangos normales ante cambios de volumen inferiores a 120 ml.[cita requerida]

## Aumento de la presión intracraneal
El aumento de la presión intracraneal por sobre los 15 mm de mercurio es patológico, llevando a comprometer la correcta perfusión del tejido cerebral, siendo considerada una emergencia médica.

## Disminución de la presión intracraneal
Es también posible observar disminución de la presión intracraneal por debajo del rango fisiológico, aunque esta situación es mucho menos común que la anterior. Los síntomas son con frecuencia los mismos.
También es el objetivo de las intervenciones que se realizan para tratar la hipertensión. A este momento tres posibilidades:
1. Tratamiento con medicamentos de efecto diurético.
2. Intervención e "instalación" de un stent en una vena de un seno del cerebro (en caso de que exista un estrechamiento y se cumplan unos requisitos de diferencias de presines antes y después del mencionado angostamiento).
3. Intervención e "instalación" de una válvula que deriva el exceso de líquido al sistema urinario para eliminarlo junto con la orina.